# Anders Sparring
Anders Olof Torsson Sparring, född 16 maj 1969 i Bromma, är en svensk manusförfattare, skådespelare, ståuppkomiker och barnboksförfattare.

## Biografi
Sparring föddes i Bromma och växte upp i Stockholmsområdet. Han är utbildad TV-producent med examen från Dramatiska Institutet. I början av 1990-talet var han anställd som skådespelare vid Stockholms improvisationsteater, 1996 blev han redaktör för TV-programmet Knesset på ZTV och 1998–1999 var han redaktionsmedarbetare på Hjärnkontoret på Sveriges Television. 
Under åren 2009–2017 drev han flera ståuppklubbar i Stockholm, bland annat tillsammans med Nisse Hallberg och Henrik Nyblom. Sedan hösten 2016 driver han podcasten Fyra Meter tillsammans med Fritte Fritzson.
Sparring debuterade 2012 som barnboksförfattare med Karla Brottare (Natur & Kultur). Han har skrivit ett stort antal manus för tv, bland annat till Sveriges Televisions julkalender Superhjältejul (2009) och En hederlig jul med Knyckertz (2021); den senare utifrån hans egen barnboksserie om Familjen Knyckertz.

## Filmografi (urval)

### Manusförfattare
- Björnes magasin
- Jack & Pedro
- 1998 – Lisa (TV-serie)
- 1999 – De tre vännerna och Jerry (TV-serie)
- 2001–2004 – Nicke & Nilla (TV-serie)
- 2002–2004 – Allra mest tecknat (TV-serie)
- 2004 – Nasse (TV-serie)
- 2004–2005 – Allt och lite till (TV-serie)
- 2006–2007 – Höjdarna (TV-serie)
- 2006–2008 – Lilla spöket Laban (TV-serie)
- 2007 – Jack & Pedro på nya äventyr
- 2009 – Superhjältejul (TV-serie)
- 2010 – Hotell Kantarell (TV-serie)
- 2010 – Pomos Piano (TV-serie)
- 2012 – Lilla Anna och Långa Farbrorn
- 2012 – Sam tar över (TV-serie)
- 2015–2016 – Min bror kollokungen (TV-serie)
- 2016 – Bajsfilmen – Dolores och Gunellens värld
- 2017 – Farang (TV-serie)
- 2021 – Jägarna (TV-serie)
- 2021 – En hederlig jul med Knyckertz (TV-serie)[2]
- 2021 – Max Anger – With one eye open (TV-serie)
- 2023 – Knyckertz & snutjakten
- 2024 – Lilla spöket Laban spökar igen

### Skådespelare
- 2006 – Mäklarna (TV-serie) (1 avsnitt)
- 2010 – Morden i Sandhamn (TV-serie)

## Böcker
- Karla Brottare, Natur & Kultur 2012
- Karla Brottare och Boris Olsson Natur & Kultur 2013
- Karla Brottare och Hamsterpappan Natur & Kultur 2016
- Familjen Knyckertz och födelsedagskuppen Natur & Kultur 2017
- Familjen Knyckertz och gulddiamanten Natur & Kultur 2018
- Familjen Knyckertz och Snutjakten - Natur & Kultur 2019
- Familjen Knyckertz och Ismans hemlighet - Natur & Kultur 2020
- Familjen Knyckertz och Gipskattens förbannelse - Natur och Kultur 2021

### Webbkällor
- ”Anders Torsson Sparring”. Bokmässan. https://bokmassan.se/participants/anders-sparring/. Läst 12 januari 2022.
- ”Anders Sparring”. Författarcentrum. https://ff.forfattarcentrum.se/forfattare/2861/Anders_Sparring. Läst 12 januari 2022.